# New Wave of American Metal

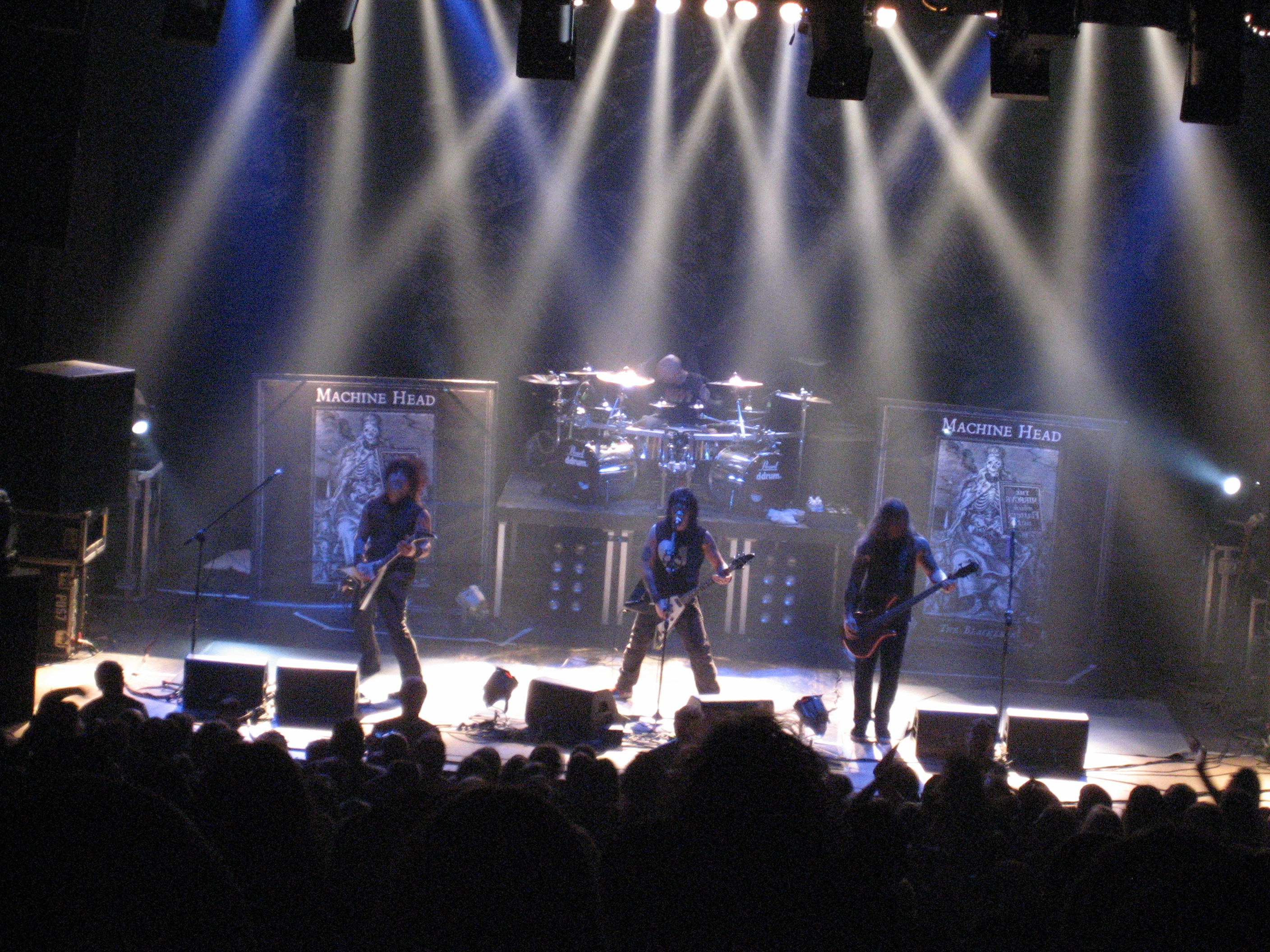
Machine Head Live Zurich.

A Nova onda do heavy metal norte-Americano (em inglês: New wave of american heavy metal, abreviado para NWOAHM) é um movimento musical que se originou nos Estados Unidos durante a década de 1990. Seu nome faz referência à "Nova Onda Do Heavy Metal Britânico" (New Wave of British Heavy Metal), movimento mais antigo, originado na Inglaterra do início da década de 1980.  O movimento causou impacto e trouxe o heavy metal de volta ao mainstream.

## História
O movimento tem suas origens em grupos de NYHC, groove metal e crossover thrash da década de 1990 como Pantera, Biohazard, Machine Head e Sepultura, que trouxe o heavy metal de volta ao mainstream.
Garry Sharpe-Young de MusicMight diz no livro "New Wave of American Heavy Metal" que ele "inclui algumas das bandas mais antigas que mostram a verdadeira raiz do metalcore, como Agnostic Front e a NYHC inteira, além dos grupos que quebraram a cena do metal no novo território depois do grunge - como Pantera, Biohazard, Machine Head e Korn (como o início de nu metal). De lá, ele fica muito diversificado, cruzando o espectro de death metal melódico ao metal progressivo e todo o resto. O movimento engloba uma série de estilos diferentes, incluindo groove metal, metal alternativo, metal progressivo, death metal melódico, metalcore, deathcore, nu metal, mathcore, southern metal, stoner metal, sludge metal.

## Lista de bandas notáveis que emergiram durante o movimento
- All That Remains
- As I Lay Dying
- Atreyu
- Avenged Sevenfold
- Biohazard
- Chimaira
- Crowbar
- Corrosion of Conformity
- Converge
- Damageplan
- Darkest Hour
- Deftones
- Disturbed
- Down
- Faith No More
- Fear Factory
- God Forbid
- Hatebreed
- Hellyeah
- Killswitch Engage
- Korn
- Lamb of God
- Limp Bizkit
- Linkin Park
- Machine Head
- Mastodon
- Marilyn Manson
- Misery Signals
- Otep
- Poison the Well
- Prong
- Slipknot
- Shadows Fall
- Superjoint Ritual
- Times of Grace
- The Dillinger Escape Plan
- Trivium
- Texas Hippie Coalition
- Unearth